# Cold Hearted
Singles de Paula Abdul
Forever Your Girl
(1989) (It's Just) The Way That You Love Me
(1989)
Cold Hearted est une chanson de l'artiste américaine Paula Abdul issue de son premier album studio Forever Your Girl. Elle sort en single le 2 juin 1989 sous le label Virgin Records.
Ce titre devient son 3e titre à se classer en tête du Billboard Hot 100, en août 1989. 
Le clip de "Cold Hearted" est inspiré de la séquence de danse érotique de Bob Fosse du film All That Jazz. Dans la vidéo, Abdul danse pour des cadres musicaux avec un groupe de danseurs semi-nus, Abdul portait une robe transparente en résille qui expose son nombril, La piste de danse comprend des échafaudages où Abdul et ses danseurs pendent et grincent. La vidéo a été réalisée par David Fincher et a passé plus de trois semaines en tête de la liste de rotation vidéo de MTV. Il se distingue par ses combinaisons de danseurs femme / homme et homme / homme. Dans la vidéo, Abdul effectue un intermède rap; ceci est inclus sur certaines variantes du single. 

## Performance dans les hits-parades
| Classement (1989/1990)         | Meilleure position |
| ------------------------------ | ------------------ |
| Allemagne (Media Control AG)   | 38                 |
| Canada (RPM Top 100 Singles)   | 2                  |
| France (SNEP)                  | 33                 |
| Nouvelle-Zélande (RMNZ)        | 25                 |
| Royaume-Uni (UK Singles Chart) | 46                 |
| États-Unis (Hot 100)           | 1                  |
| États-Unis (Dance Club Songs)  | 19                 |